# Erik Maris
Erik Maris (nascido a 16 de fevereiro de 1964 em Angers) é um antigo piloto e banqueiro francês.

## Biografia
Érik Maris estudou banca na HEC Paris e, depois de se formar, ingressou na sucursal parisiense do banco de investimento norte-americano Lazard. Em 2009, tornou-se diretor-geral do banco, mas saiu ao fim de apenas um ano no cargo.
Em 2010 fundou o banco Messier Maris & Associés em Paris juntamente com Jean-Marie Messier.
Érik Maris entrou tarde no automobilismo. Aos 49 anos, dirigiu a sua primeira corrida internacional de automóveis desportivos nas 6 Horas do Circuito das Américas de 2013. Terminou esta prova de resistência, que fez parte do Campeonato Mundial de Endurance da FIA desse ano, em 25º lugar na geral no Morgan LMP2 com os seus parceiros Jacques Nicolet e Jean-Marc Merlin. Uma temporada na European Le Mans Series em 2014, onde pilotou um Porsche 997 GT3 RSR, foi seguida em 2015 por um compromisso no Campeonato Mundial de Endurance da FIA. Maris começou com um Ligier JS P2 da OAK Racing. Desde 2016 que volta a correr na European Le Mans Series.
Em 2014, estreou-se nas 24 Horas de Le Mans, onde já competiu por cinco vezes. Conseguiu um lugar em todas as cinco provas, sendo que a sua melhor classificação ocorreu em 2017, quando terminou no décimo quinto lugar da geral.